# عین المیر
عین المیر (انگلیسی: Ain al-Mir) یک شهرک در شهرستان جزین و در کشور لبنان است.